# Joaquín Valverde Lasarte
Joaquín Valverde Lasarte (Sevilla, 1896 – Carmona, 22 de diciembre de 1982) fue un pintor, catedrático de la Escuela Superior de Bellas Artes de San Fernando (actual Facultad de Bellas Artes de la Universidad Complutense de Madrid) y miembro de la Real Academia de Bellas Artes de San Fernando.

## Biografía profesional
Su infancia y adolescencia transcurrieron en Andalucía (Cádiz, Sevilla, Córdoba, Carmona).

En 1911, con 15 años de edad, se trasladó a Madrid, en cuya Escuela Superior de Bellas Artes de San Fernando tuvo lugar su formación artística. De esos primeros años en Madrid procedía su estrecha amistad con Timoteo Pérez Rubio, Manuel Álvarez Laviada y Rosa Chacel, esposa de Pérez Rubio. Al término de su formación en la Escuela de Bellas Artes, obtuvo el premio de paisaje y estética del color, así como una beca en la Escuela de Pintores del Paular.

En 1921 fue pensionado de la Academia de España en Roma, situación que se prolongó hasta 1928. Su condición de becario conllevaba el compromiso de realizar algunas obras durante su estancia en Italia. Así, una copia de Los desposorios de Santa Catalina, de Pinturicchio, que se conserva en el Ministerio de Asuntos Exteriores, en Madrid; el cuadro titulado La muerte de Helena, del Museo de Arte Contemporáneo, de Madrid, y dos muestras de su visita a la ciudad de Capri: Familia de Capri y Molino napolitano, obra ésta con la que obtuvo Segunda Medalla en la Exposición Nacional de Bellas Artes de 1931 y que hoy se conserva en el Museo de Arte Contemporáneo, de Madrid.

Participó, igualmente, en la Exposición Nacional de 1932 con la obra titulada Ayer, con la que obtuvo la Primera Medalla, compartida con Timoteo Pérez Rubio.

Durante los años de la Guerra Civil, colaboró con Carlos Sáenz de Tejada en la ilustración de la Historia de la Cruzada Española, obra proyectada en Sevilla durante la contienda, cuyo director literario fue Joaquín Arrarás, en tanto la dirección artística se encomendó a Sáenz de Tejada, y cuya publicación, a cargo de la Editora Nacional, se inició en Madrid una vez acabada la guerra, a partir de 1939, y en la que Joaquín Valverde mantendría su colaboración durante algunos años.

La afición de Valverde por la pintura mural se manifestó en una obra titulada Alegoría de las Bellas Artes, que ornamenta el techo de la Sala de Audiencias del Ministerio de Educación y Ciencia, en la calle de Alcalá, de Madrid, por la que obtuvo el Premio Nacional de Pintura. Se trata de un óvalo de 8,60 m por 4,50 m Obra de Valverde es también la decoración de la sala de teatro de la Universidad Laboral de Gijón. Su boceto, de idénticas dimensiones, se exhibe en el Museo de la ciudad de Carmona.

En 1942, ganó por oposición la cátedra de Colorido en la Escuela Superior de Bellas Artes de San Fernando y, en 1947, la de Colorido y Composición.

Joaquín Valverde nunca expuso su obra en solitario, aunque sí como invitado en exposiciones internacionales, tales como las de Venecia, Pittsburg, Berlín, Buenos Aires y El Cairo, entre otras.

El 24 de junio de 1956, ingresó como académico de número en la Real Academia de Bellas Artes de San Fernando.

Entre 1960 y 1974 dirigió la Academia Española de Bellas Artes, de Roma.

Falleció en Carmona el 22 de diciembre de 1982, ciudad en cuyo Palacio-Museo del Marqués de las Torres se exponen algunas de sus obras, junto con una amplia semblanza personal y profesional.